# 王四聰
王四聰（16世紀—17世紀），字景虞，號朕耳，山東兗州府魚臺縣人，明朝政治人物。

## 生平
王四聰是天啟元年（1621年）辛酉科舉人，次年（1622年）聯捷進士，名聲卓著，兵部观政，獲授戶部浙江司主事，崇祯元年除河南司，二年升山东司郎中，負責糧餉事務，當時關外缺糧，他和孫承宗合作經畫以免除憂患。四年轉任永平知府，在當地鋤強扶弱，境內秩序井然，五年致仕，士民為他立碑頌德，文章和政事都冠絕一時，有《織履草詩集》流傳，順治八年（1651年）入祀鄉賢祠。